# Jamill Kelly
Larry Jamill Kelly (ur. 25 października 1977) – amerykański zapaśnik w stylu wolnym. Srebrny medal na Igrzyskach w Atenach 2004 w wadze do 66 kg. Srebrny medalista Mistrzostw Panamerykańskich z 2001 i Igrzysk Panamerykańskich z 2002 roku. Zawodnik Oklahoma State University–Stillwater.